# Boisville-la-Saint-Père
Boisville-la-Saint-Père ist eine französische Gemeinde mit 721 Einwohnern (Stand: 1. Januar 2022) im Département Eure-et-Loir in der Region Centre-Val de Loire. Sie gehört zum Arrondissement Chartres und zum Gemeindeverband Chartres Métropole. Die Einwohner werden Boisvillois und Boisvilloises genannt.

## Geografie
Boisville-la-Saint-Père liegt in der baumlosen Landschaft Beauce etwa 24 Kilometer südöstlich von Chartres. Umgeben wird Boisville-la-Saint-Père von den Nachbargemeinden Moinville-la-Jeulin im Norden, Ouarville im Nordosten, Réclainville im Osten, Moutiers im Südosten, Beauvilliers im Süden und Südwesten, Allones im Westen sowie Prunay-le-Gillon im Nordwesten.

## Bevölkerungsentwicklung
| Jahr                      | 1962 | 1968 | 1975 | 1982 | 1990 | 1999 | 2006 | 2013 |
| Einwohner                 | 592  | 558  | 552  | 638  | 652  | 702  | 721  | 705  |
| Quelle: Cassini und INSEE |      |      |      |      |      |      |      |      |

## Sehenswürdigkeiten

Kirche Saint-Laurent

- Kirche Saint-Laurent